# Lewograran
Lewograran is een bestuurslaag in het regentschap Flores Timur van de provincie Oost-Nusa Tenggara, Indonesië. Lewograran telt 697 inwoners (volkstelling 2010).